# 連四甲苯
連四甲苯或1,2,3,4-四甲基苯是一种有机芳香烃化合物，分子式为C10H14  。在常溫常壓下，它是一种易燃的无色液体，難溶于水，但可溶于有机溶剂。它自然存在于煤焦油中。 連四甲苯是四甲基苯的三种异构体中其中一個，另外两个是偏四甲苯 （1,2,3,5-四甲基苯）和均四甲苯（1,2,4,5-四甲基苯）。 它是一种相对易氧化的苯衍生物，相对于标准氢电极，其半電池氧化電位为2.0V。 

## 合成
在工業製程上，可以在煉油廠的石油分餾產物中催化重整獲取。它也可以通过甲苯、二甲苯、連三甲苯和偏三甲苯的甲基化来生成。